# Overgangsklasse (zaalkorfbal)
De Overgangsklasse was vroeger (voor 2005) de 1 na hoogste zaalkorfbalcompetitie in Nederland, de hoogste competitie heette de Hoofdklasse. 
In 2005 ontstond de Korfbal League, een nieuwe zaalkorfbalcompetitie met de 10 beste Nederlandse teams. Bij de invoering van de Korfbal League werd de Hoofdklasse de 1 na hoogste competitie en de Overgangsklasse de 2 na hoogste klasse. 
De Overgangsklasse bestaat altijd uit 4 poules. Elke poule genereert een kampioen, die direct promoveert naar de Hoofdklasse. 

## Geschiedenis van Overgangsklasse kampioenen (vanaf 2005)
| Seizoen   | Kampioen poule A            | Kampioen poule B         | Kampioen poule C         | Kampioen poule D   |
| --------- | --------------------------- | ------------------------ | ------------------------ | ------------------ |
| 2021-2022 |                             |                          |                          |                    |
| 2020-2021 | geen competitie uitgespeeld |                          |                          |                    |
| 2019-2020 | geen competitie uitgespeeld |                          |                          |                    |
| 2018-2019 | HKC                         | Fiks                     | Sparta (Zwolle)          | ODIK               |
| 2017-2018 | De Meervogels/Física        | SDO                      | Mid-Fryslân              | Oost-Arnhem        |
| 2016-2017 | Nic.                        | Tweemaal Zes             | Nieuwerkerk              | Die Haghe          |
| 2015-2016 | Unitas                      | Tempo                    | Sporting Delta           | SCO                |
| 2014-2015 | TOP (A)                     | HKV/Ons Eibernest        | Avanti                   | Wageningen         |
| 2013-2014 | DSC                         | ROHDA                    | SDO                      | Sporting Delta     |
| 2012-2013 | Rust Roest                  | KCC/Delta Logistiek      | KVA                      | SCO                |
| 2011-2012 | AW.DTV                      | Hoogkerk                 | SDO                      | Oranje-Wit         |
| 2010-2011 | Excelsior                   | GKV                      | Groen Geel               | DOS Kampen/Veltman |
| 2009-2010 | HKV Ons Eibernest/Vrolijk   | KV Drachten/Van der Wiel | Unitas/Perspectief       | Antilopen          |
| 2008-2009 | LDODK                       | CSL                      | Tweemaal Zes             | DVO                |
| 2007-2008 | Groen Geel                  | Tempo                    | Antilopen                | De Meeuwen         |
| 2006-2007 | DOS-WK                      | KCC/Van Santen           | KV Drachten/Van der Wiel | OVVO/De Kroon      |
| 2005-2006 | Rodenburg                   | Tilburg                  | De Meervogels            | Excelsior          |

## Geschiedenis van Overgangsklasse kampioenen (tot 2005)
Voor de Korfbal League :
| Seizoen   | Kampioen poule A                     | Kampioen poule B | Kampioen poule C | Kampioen poule D |
| --------- | ------------------------------------ | ---------------- | ---------------- | ---------------- |
| 2004-2005 | geen promotie vanuit Overgangsklasse |                  |                  |                  |
| 2003-2004 | TOP                                  | Groen Geel       | VADA '25         | SKF              |
| 2002-2003 |                                      |                  |                  |                  |
| 2001-2002 |                                      |                  |                  |                  |
| 2000-2001 |                                      |                  |                  |                  |
| 1999-2000 |                                      |                  |                  |                  |
| 1998-1999 |                                      |                  |                  |                  |
| 1997-1998 |                                      |                  |                  |                  |
| 1996-1997 |                                      |                  |                  |                  |
| 1995-1996 |                                      |                  |                  |                  |
| 1994-1995 |                                      |                  |                  |                  |
| 1993-1994 |                                      |                  |                  |                  |
| 1992-1993 |                                      |                  |                  |                  |
| 1991-1992 |                                      |                  |                  |                  |
| 1990-1991 |                                      |                  |                  |                  |
| 1989-1990 |                                      |                  |                  |                  |
| 1988-1989 |                                      |                  |                  |                  |

## Trivia
- In seizoen 2009-2010 maakte LDODK zijn debuut in de Hoofdklasse. Het werd meteen in het eerste seizoen kampioen
- In seizoen 2012-2013 maakte AW.DTV zijn debuut in de Hoofdklasse. Het werd meteen in het eerste seizoen kampioen